# Sébastien Buemi
Sébastien Olivier Humbert Buemi (Aigle, 31 ottobre 1988) è un pilota automobilistico svizzero, quattro volte campione del mondo Endurance (2014, 2018-2019, 2022 e 2023) con la Toyota Motorsport, campione di Formula E nel 2016 e quattro volte vincitore della 24 Ore di Le Mans, nel 2018, 2019, 2020 e 2022.
Ha corso tre stagioni, dal 2009 al 2011 in Formula 1 con il team Toro Rosso.

## Biografia
Il nonno paterno, Antonio, si è trasferito negli anni '50 dalla provincia di Siracusa in Svizzera, dove sono nati sia Sébastien che il padre.

## Carriera

### Formula BMW
Dopo l'inizi coi kart, Buemi corre nel 2004 e 2005 in Germania, nella Formula BMW, terminando terzo e secondo nelle due stagioni. Disputa inoltre nel 2005 le Formula BMW World Final.

### Formula 3
Nel 2005 fa l'esordio nella Formula 3 spagnola, per poi passare nel 2006 nella F3 Euro Series, finendo dodicesimo nel campionato. Rimase nello stesso campionato anche nella stagione 2007, terminando secondo. Disputò anche il Masters di Formula 3 e il Gran Premio di Macao.

### A1 Grand Prix
Nell'inverno seguente partecipa alla A1 Grand Prix, correndo per il A1 Team Switzerland dividendo il volante con Neel Jani e Marcel Fässler. La squadra termina ottava in campionato.

### GP2 Series

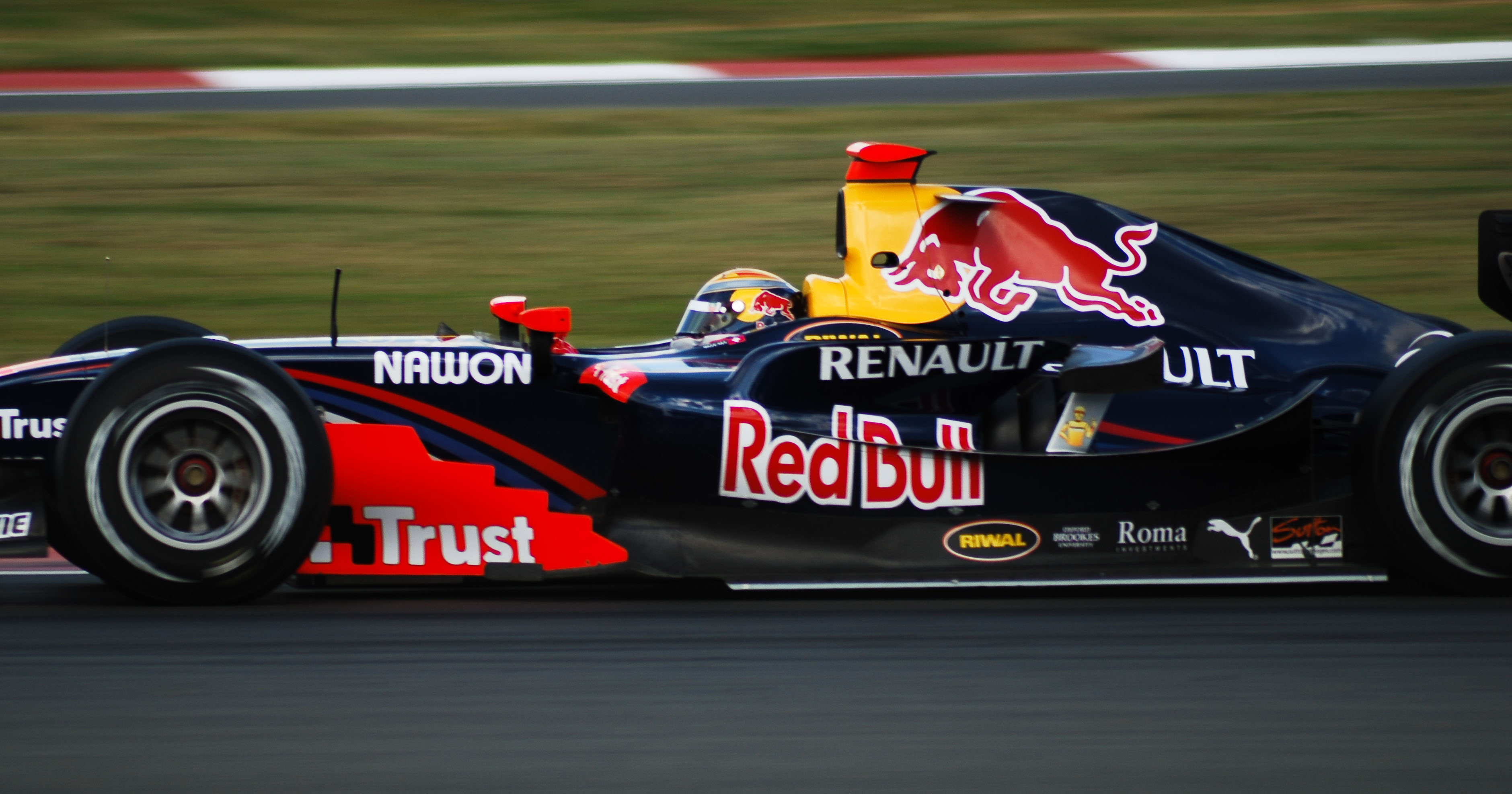
Buemi con una vettura dell'Arden International al Circuito di Silverstone in una gara della GP2 2008.

Buemi sostituisce l'infortunato Michael Ammermüller dell'ART Grand Prix per il weekend di gare sul Circuito di Monaco nella stagione 2007. Ottiene un buon risultato, qualificandosi quarto e terminando settimo. Con l'Arden International partecipa alla stagione 2008 della Gp2 Asia, terminando secondo, con una vittoria e quattro secondi posti.
Con lo stesso team partecipa alla stagione della serie principale del 2008. Ottiene la prima affermazione nella sprint race in Francia, partendo ventunesimo (dopo un guaio tecnico nella gara lunga) utilizzando gomme da asciutto su pista umida e avvantaggiandosi del fatto di non dover cambiare pneumatici durante la gara. Nel corso della stagione vince ancora una volta e termina sesto in campionato.

### Formula 1

#### 2009-2011: Toro Rosso
Il 9 gennaio 2009 Sebastien Buemi viene indicato come pilota ufficiale della Toro Rosso, e, al suo fianco, successivamente, viene confermato il pilota titolare 2008, Sébastien Bourdais.

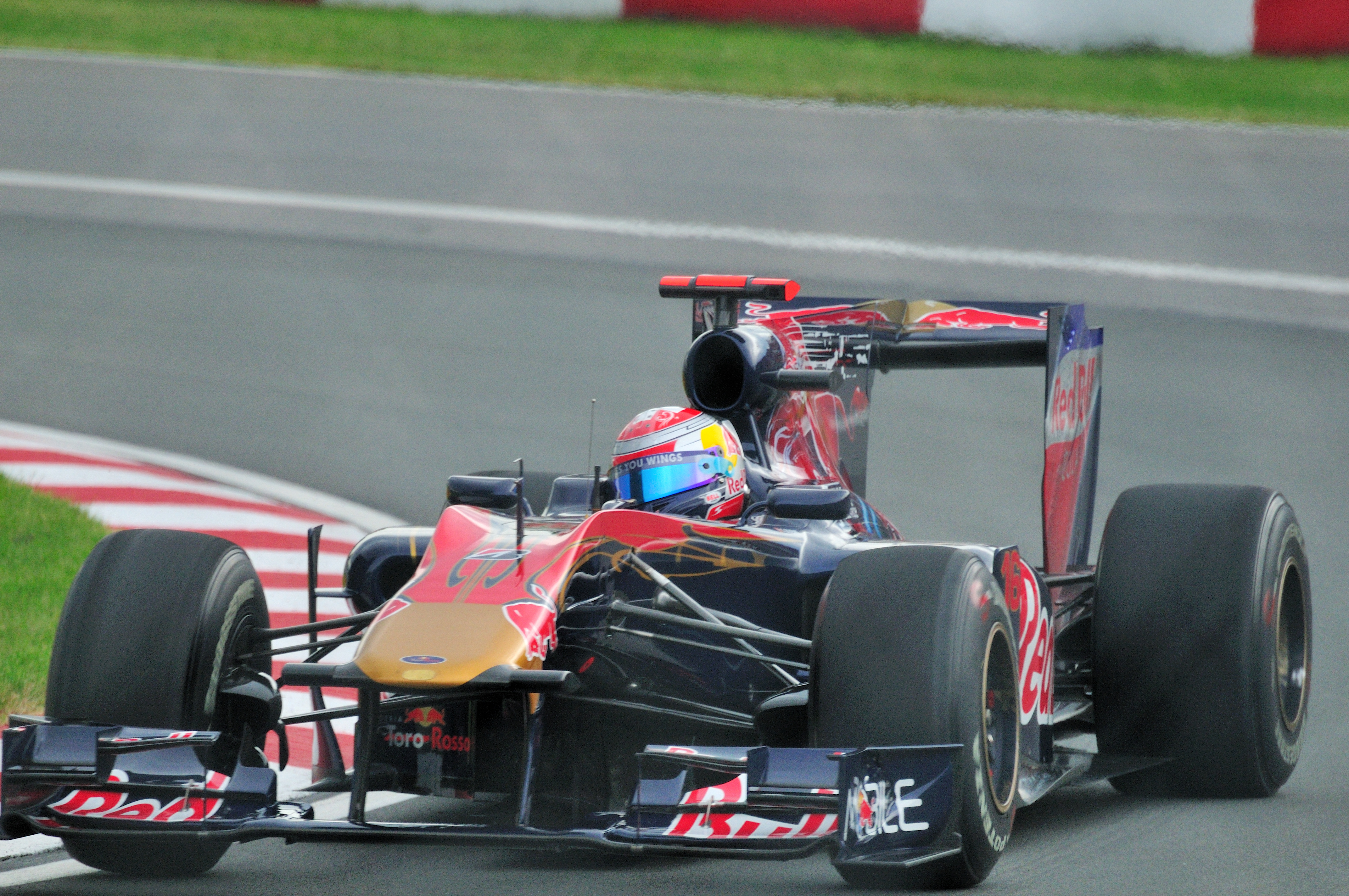
Buemi al Gran Premio del Canada 2010

In Australia, debutto stagionale, si qualifica con un buon 13º posto. In gara mantiene un buon ritmo e alla fine, grazie anche a qualche ritiro, finisce 7º conquistando i suoi primi 2 punti in Formula 1. In Cina, invece, centra per la prima volta in stagione la Q3, partendo dalla 10º piazza e, dopo una gara sotto la pioggia battente, fermata solo da un tamponamento con Sebastian Vettel, conquista un meritato 8º posto, che gli vale un punto. In Malesia ed in Bahrain non ottiene buoni risultati finendo la gara in coda al gruppo. In Spagna e a Monaco si ritira, in entrambi i casi per incidente (a Monaco poteva andare a punti ma per un classico errore da principiante va a muro). Non riesce a conquistare punti neanche in Turchia, Gran Bretagna, Germania e Ungheria, finendo la gara nelle ultime posizioni.
Nella parte finale della stagione c'è però un miglioramento, iniziato dal Gran Premio d'Europa nel quale finisce 15º in qualifica ma per un incidente causato da Glock non finisce la gara, ma il segnale di ripresa continua a Spa dove dal 16º posto arriva 12º. A Monza termina tredicesimo dopo una brutta qualifica mentre a Singapore si ritira per un guasto ai freni quando si trova vicino alla zona punti. A Suzuka ottiene una posizione di qualifica ottima posizionandosi decimo, non potendo però disputare la Q3 per un incidente. In Brasile grazie a un miglioramento della vettura riesce a ottenere il 6º tempo in qualifica (suo miglior risultato) e settimo in gara, mentre ad Abu Dhabi, ottiene il decimo tempo in qualifica e termina ottavo in gara.
Buemi è stato confermato dalla Toro Rosso anche per la stagione 2010. Dopo un inizio di stagione sfortunata Buemi, al gran premio di Monaco, arrivò 10º conquistando il suo primo punto iridato dell'anno. In seguito ci fu un'altra gara incolore, quella della Turchia, ma nel gran premio seguente, (Canada), dove si qualifica 15º, a seguito di una grande gara, nella quale si trova anche per un giro in prima posizione, arriva 8º, superando con un ottimo attacco Michael Schumacher. Va bene anche a Valencia, dove riesce a combattere con piloti che hanno macchine più performanti della Toro Rosso, arrivando 8º, prima di venire retrocesso in nona posizione dai Commissari della FIA. Dopo Valencia, va a punti solamente a Yeongam, dove arriva decimo. Conclude il mondiale 16º con 8 punti.
Nel 2011 viene riconfermato insieme ad Alguersuari. Nella prima gara a Melbourne va subito a punti con un ottavo posto. Si ripete in Turchia (nono), Monaco e Canada (decimo), poi ripete il miglior risultato stagionale a Budapest (ottavo) e arriva decimo a Monza. Nella parte finale di campionato va a punti solo in Corea, dove è nono. Nel mondiale piloti è 15º (miglior posizione in carriera) con 15 punti.

#### 2012-2015, 2018-2020: terzo pilota Red Bull
Il 5 gennaio 2012 viene nominato terzo pilota della Red Bull e, inoltre, può tornare alla guida della Toro Rosso qualora quest'ultima abbia necessità di un pilota. Dal 2018 al 2020 viene di nuovo nominato terzo pilota della Red Bull.

### Endurance

#### Esordio con la Toyota TS030 (2012-2013)
Nel 2012 partecipa alla 24 Ore di Le Mans con la Toyota TS030, gara valida per il WEC, ma è costretto al ritiro all'ottantaduesimo giro. Nel 2013 la Toyota lo riconferma suo pilota e partecipa a tutte e otto le gare di campionato con Stéphane Sarrazin e Anthony Davidson. A Le Mans sono secondi, e ottengono una sola vittoria nell'ultima gara in Bahrein. A fine anno, sono terzi nel mondiale piloti.

#### I successi con la Toyota TS040 Hybrid (2014-2020)

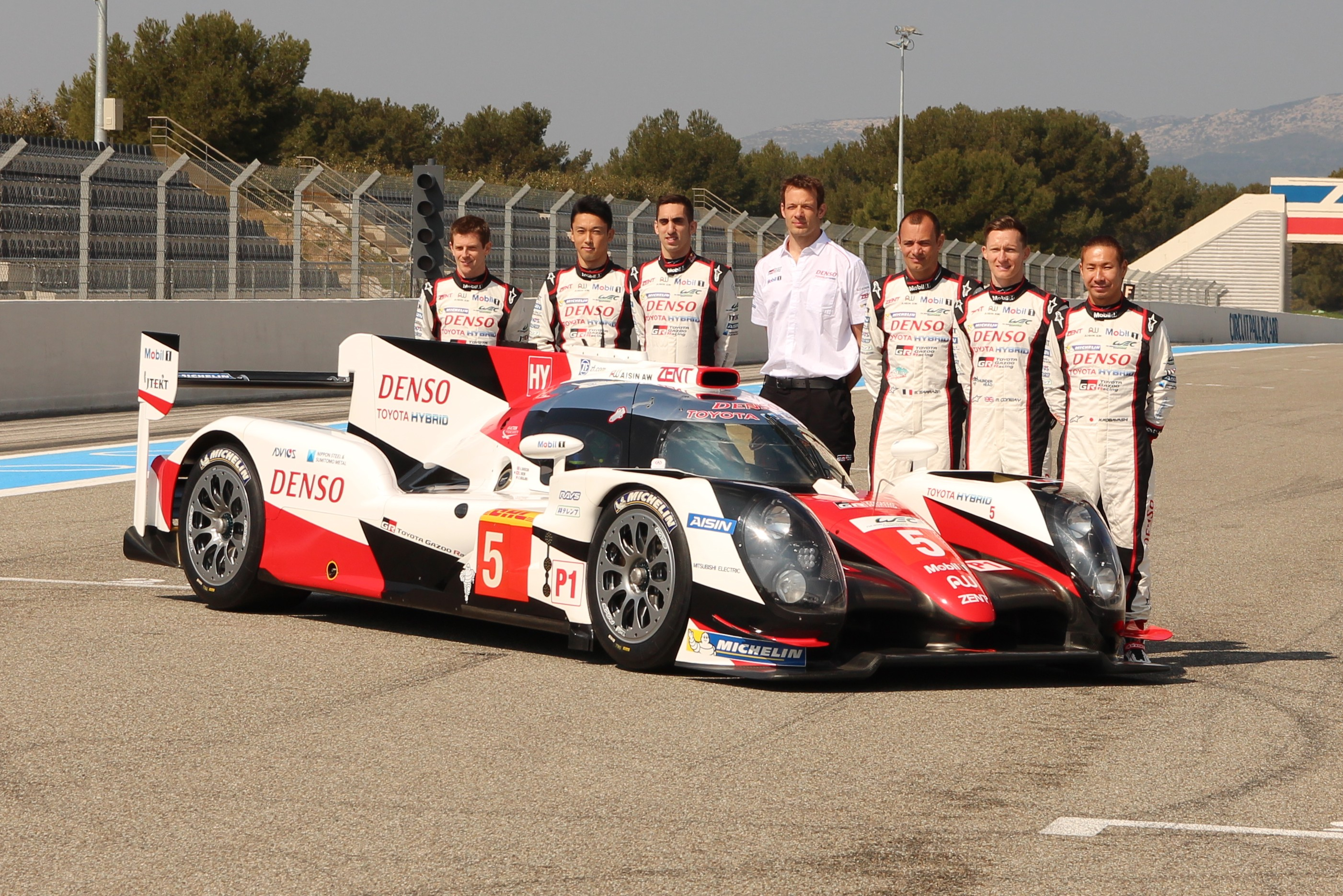
Buemi insieme agli altri piloti Toyota durante la presentazione della TS040 Hybrid al Paul Ricard

Nel 2014 cambiano i regolamenti e la Toyota schiera la ben più performante TS040 Hybrid, I suoi compagni di equipaggio sono Davidson e Nicolas Lapierre. L'anno inizia nel migliore dei modi per lo svizzero, che vince subito le prime due gare a Silverstone e Spa con i suoi compagni. A Le Mans, nonostante la Toyota sia la favorita, arrivano terzi a 6 giri dall'Audi R18 TDI guidata da Lotterer, Tréluyer e Fässler, vincitrice della corsa, poiché Lapierre viene coinvolto in un incidente dopo un'ora mezza di gara, mentre l'altra Toyota, la n. 7, si ritira durante la notte per un guasto elettrico, dopo che stava dominando la gara. Ad Austin Buemi e compagni partono in pole, ma Lapierre commette un errore mentre piove e sono ancora terzi. Al Fuji Buemi corre solo con Davidson e stravincono la gara davanti ai loro compagni sbaragliando la concorrenza di Porsche e Audi. Vincono anche nella successiva gara a Shanghai, mentre in Bahrein, dopo aver dominato la parte iniziale della corsa, perdono del tempo per un problema tecnico e arrivano solo ottavi, ma il piazzamento permette comunque di diventare campioni del mondo endurance con una gara d'anticipo. Nell'ultima gara di Interlagos arrivano secondi dietro la Porsche n. 14 di Dumas-Jani-Lieb, con la Toyota che diventa campione del mondo costruttori.
Per il 2015 Lapierre viene sostituito da Kazuki Nakajima, mentre vengono confermati Buemi e Davidson. Il team campione in carica non riesce ad essere competitivo, chiude solo in un'occasione a podio, nella 6 Ore di Silverstone, Buemi chiude così quinto in classifica con quasi 90 punti dalla Porsche 919 Hybrid guidata da Mark Webber, Brendon Hartley e Timo Bernhard. La stagione 2016 è molto simile alla precedente: la Toyota deve subire la superiorità della Porsche e dell'Audi, Buemi conquista su solo podio nella 6 ore di Shanghai.

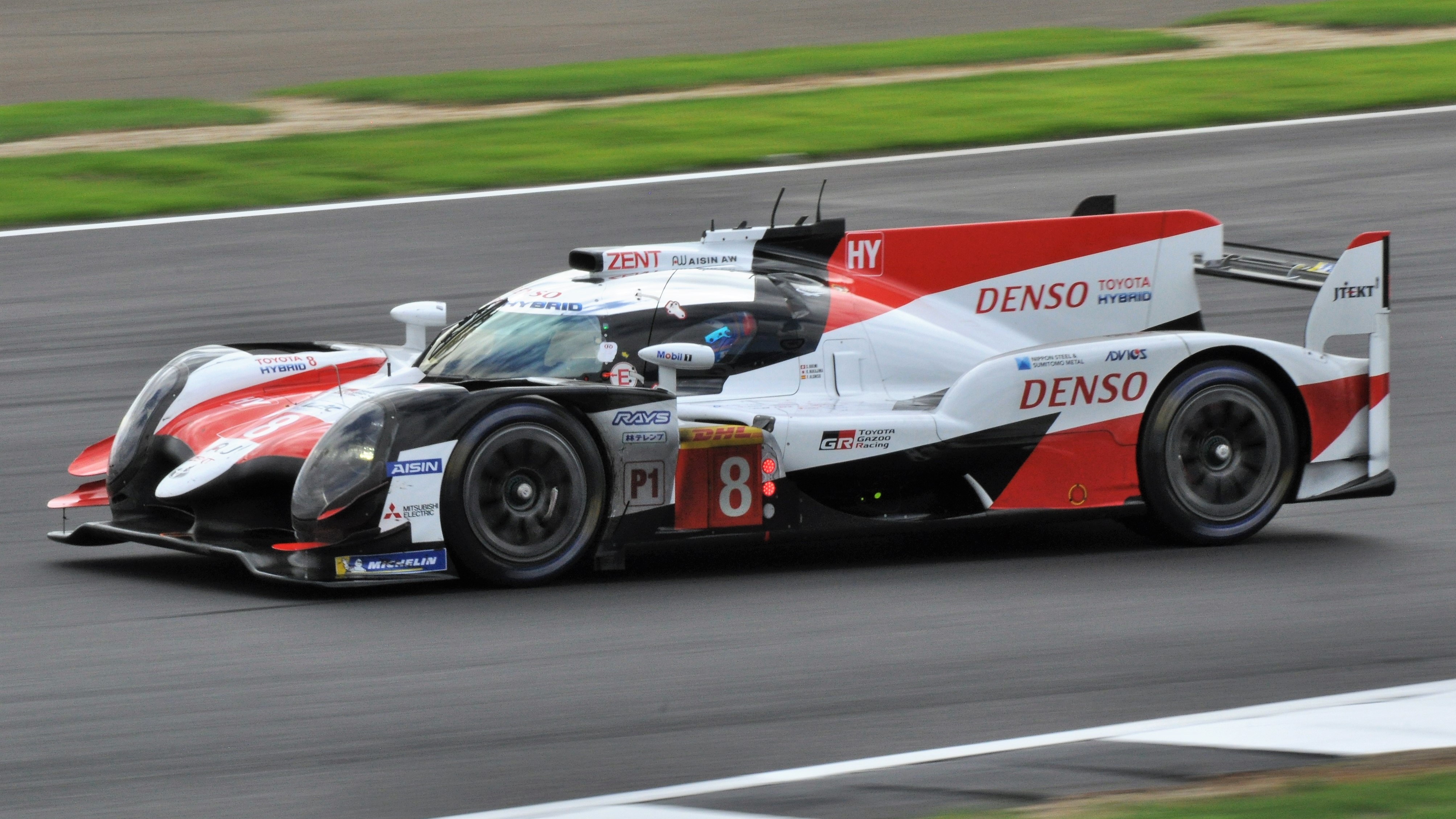
La Toyota TS050 Hybrid nel 2018

Il 2017 vede di nuovo la Toyota competitiva: Buemi, Nakajima e Davidson vincono ben cinque gare sulle nove in calendario ma non basta per battere la Porsche che vince per 25 punti. Per la stagione 2018-2019 Davidson viene sostituito con il due volte campione del mondo di Formula 1, Fernando Alonso. Il team domina, vince cinque gare tra cui due volte la 24 Ore di Le Mans, sia l'edizione del 2018 (prima vittoria per la Toyota) che quella del 2019. Buemi si laurea così campione del mondo endurance per la seconda volta.
Nella stagione 2019-2020 la Toyota domina la competizione, la lotta per la vittoria se la giocano le due vetture del costruttore nipponico e la Rebellion Racing. Buemi, affiancato da Kazuki Nakajima e Brendon Hartley, vince due gare tra cui la 24 Ore di Le Mans (terza vittoria consecutiva per Buemi). L'equipaggio chiude però al secondo posto dietro alla vettura gemella guidata da Mike Conway, Kamui Kobayashi e José María López.

#### La nuova sfida con la Toyota GR010 Hybrid (2021-)
Nel 2021 cambiano i regolamenti, la classe LMP1 viene rinominata Hypercar. Il costruttore nipponico porta in pista la nuova Toyota GR010 Hybrid e conferma l'equipaggio dell'anno precedente. Come nella stagione precedente Buemi si deve accontentare del secondo posto finale dietro all'altra Toyota.
Per la stagione 2022 Nakajima viene sostituito dal giovane Ryō Hirakawa. Dopo aver chiuso secondo nella 1000 miglia di Sebring si ritira nella 6 Ore di Spa-Francorchamps. Il team si rialza vincendo la 24 Ore di Le Mans, la quarta per Buemi. Nel resto della stagione vince la 6 Ore del Fuji e si laure campione nel mondiale per la terza volta.
Per la stagione 2023 Buemi viene confermato dalla Toyota insieme a Hartley e Hirakawa. Dopo il secondo posto a Sebring il team torna alla vittoria durante la 6 Ore di Portimão. Nel 2024 ottiene la vittoria nella 6 Ore di San Paolo e diventa il primo pilota a vincere 25 gare nel WEC.

### Formula E

#### Renault-E.dams (2014-2018)
Nel 2014, oltre a essere collaudatore Red Bull in Formula 1 e pilota Toyota nell'endurance, Buemi esordisce nella Formula E, campionato di monoposto totalmente elettriche, con il team e.dams Renault. Alla prima gara di Pechino è costretto al ritiro mentre nella seconda gara a Putrajaya riesce a salire sul gradino più basso del podio, nella successiva corsa nel E-Prix di Punta del Este raggiunge la sua prima vittoria in Formula E. Nel resto del campionato raggiunge altre due vittorie tra cui il primo E-Prix di Monaco. Chiude la stagione al secondo posto a solo un punto dal vincitore Nelson Piquet Jr..

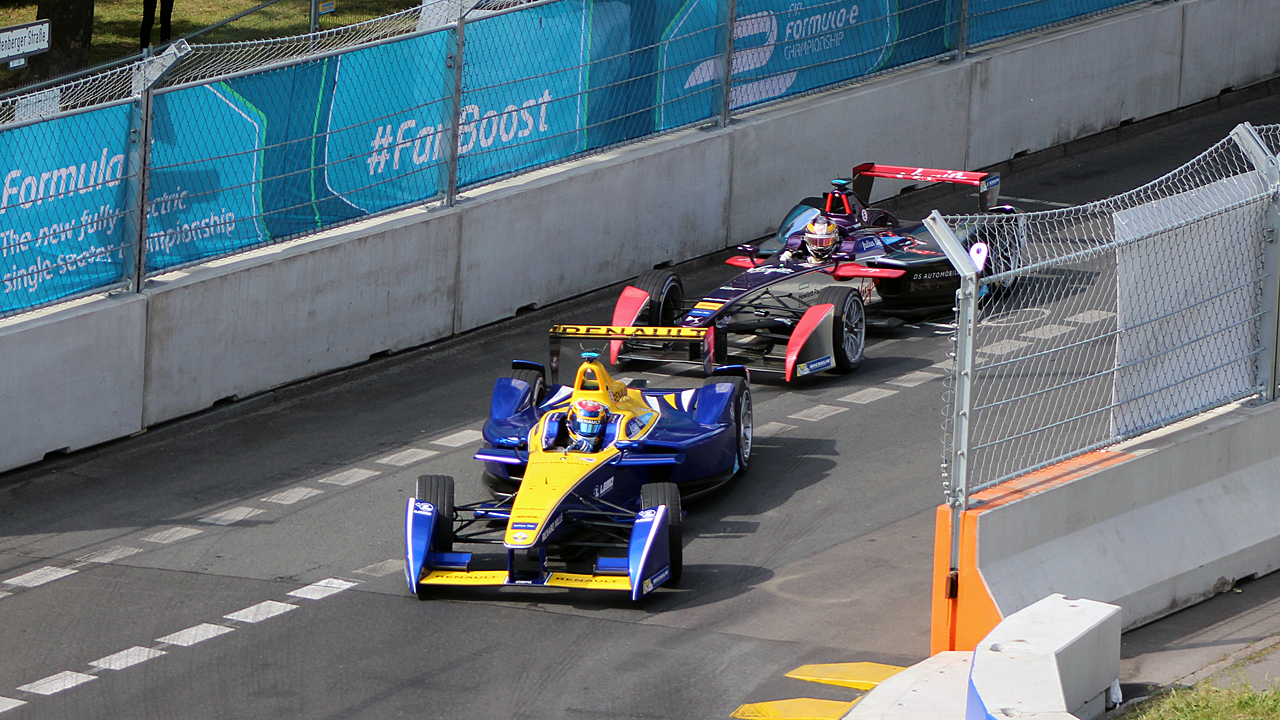
Buemi durante E-Prix di Berlino 2016

Nella seconda stagione  viene confermato dalla Renault e.Dams insieme a Nicolas Prost. La stagione inizia molto bene con due vittorie nelle prime 3 gare della stagione, conquista la terza vittoria stagionale all'E-Prix di Berlino davanti a Daniel Abt. Grazie a tre vittore e altri tre podi il 3 luglio del 2016 diventa per la prima volta campione del mondo di Formula E battendo per soli due punti Lucas Di Grassi..
Per la stagione successiva viene confermato dal team, Buemi ha una partenza perfetta, vincendo i primi tre E-Prix, in seguito vince per la seconda volta l'E-Prix di Monaco chiudendo davanti a Lucas Di Grassi e Nick Heidfeld arrivando a 10 vittorie in Formula E. Il pilota svizzero deve saltare le due gara dell'E-Prix di New York 2017 dove viene sostituito da Pierre Gasly. Chiude la stagione con sei vittorie ma non riesce a riconfermarsi campione, il titolo va a Di Grassi.
Nella stagione 2017-2018 viene confermato dal team e.dams Renault insieme a Nicolas Prost per la sua quarta stagione nella categoria. Al contrario delle stagioni precedenti non riesce ad ottenere nessuna vittoria, pur ottenendo tre pole e quattro podi. Termina la stagione al quarto posto in classifica generale con settanta punti in meno del campione Jean-Éric Vergne.

#### Nissan e.dams (2018-2022)

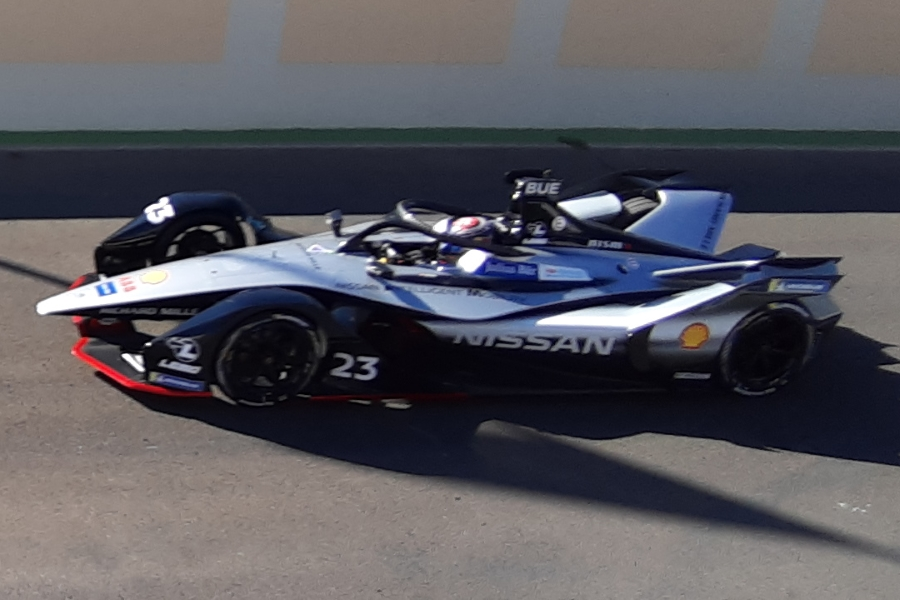
Buemi con la Nissan e.dams a Marrakesch

Nella quinta stagione della categoria viene nuovamente confermato insieme a Oliver Rowland dal team, passato nelle mani della Nissan dopo l'uscita di scena della Renault. Inizia con un 6º posto a Riyadh. A Santiago parte in pole position ma va a sbattere e si ritira, mentre in Messico finisce l'energia all'ultimo giro e si ritira (viene classificato 21º). Anche a Berlino parte in pole ma non riesce a trovare la vittoria, chiude 2º dietro a Lucas Di Grassi; nell'E-Prix di Berna riesce a raggiungere il gradino più basso del podio. Nelle due gare finali di New York torna alla vittoria il sabato dopo esser partito dalla pole (tredicesima vittoria in Formula E), il giorno seguente finisce 3º. Termina la stagione al 2º posto, diciassette punti dietro al campione Jean-Éric Vergne.

Nissan conferma per la sesta stagione sia Buemi e Rowland. Durante la stagione non riesce a ritrovare la vittoria, arriva una volta secondo (E-Prix di Berlino, gara 2) e tre volte terzo, chiude la stagione quarto con quasi la metà del punti del campione António Félix da Costa.

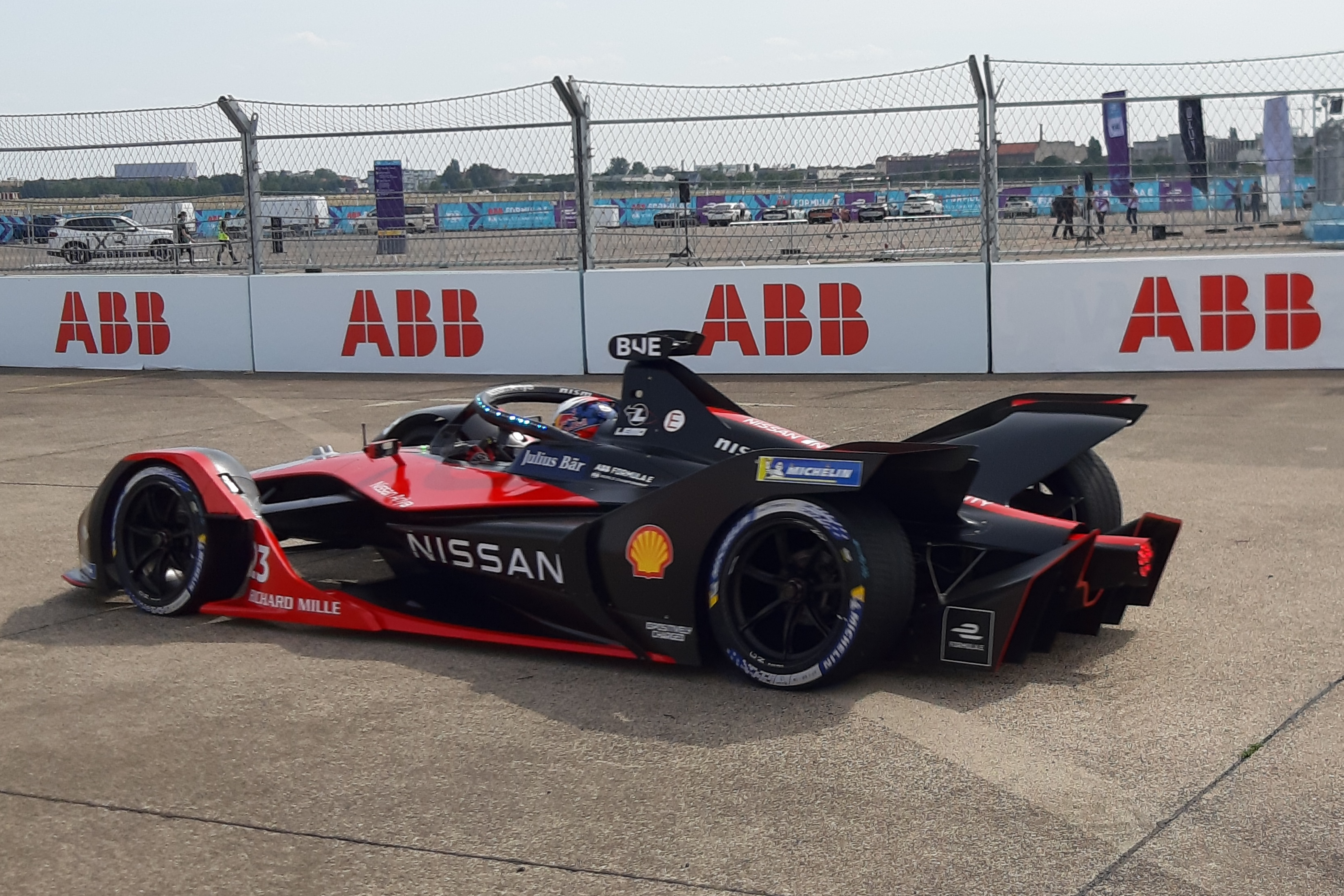
Sébastien Buemi nel 2021 durante E-Prix di Berlino

La stagione 2020-2021 e la peggiore della carriera in Formula E di Buemi, sempre con il team Nissan e.dams. Non raggiunge il podio in nessun E-Prix, viene squalificato sia nella prima gara del E-Prix di Puebla che nella prima del E-Prix di Londra. Come miglior risultato stagionale ottiene un quinto posto nella prima delle due gare dell'E-Prix di Roma, mentre nella seconda gara nella capitale italiana chiude decimo. Torna a punti nella prima gara dell'E-Prix di New York arrivando sesto. Chiude 21° in campionato con soli venti punti in classifica.
Buemi viene confermato dalla Nissan e.dams per l'ottava stagione della Formula E insieme al suo nuovo compagno Maximilian Günther. La stagione è molto complicata, la vettura non si dimostra all'altezza delle aspettative del pilota svizzero, che ottiene solo sei piazzamenti a punti con un quinto posto nella prima gara del E-Prix di New York 2022  come miglior risultato. Buemi chiude quindicesimo in classifica.

#### Envision Racing (2022-presente)
Dopo 8 anni di permanenza nel team e.dams Buemi volta pagina e prosegue la sua avventura in Formula E con il colori del team Envision. Lo svizzero ha firmato un contratto pluriennale e sarà compagno di squadra di Nick Cassidy. A Dirʿiyya torna a conquistare una pole position in categoria dopo 4 anni, finendo quarto in gara. Anche a Berlino riesce a conquistare la pole e anche in quel caso chiude quarto. Durante tutta la stagione riesce ad ottenere un solo podio nell'E-Prix di Londra dove chiude terzo dietro Mitch Evans e Jake Dennis. A fine stagione chiude sesto in classifica. 
Buemi rinnova con l'Envision trovando Robin Frijns come compagno di team. Nella prima gara stagionale in Messico chiude secondo dietro Pascal Wehrlein. Il secondo podio stagionale arriva solo nella penultima corsa a Londra dove ottiene il terzo posto. Chiude la stagione al undicesimo posto. 
Il team britannico conferma Buemi e Frijns per la stagione 11. 

## Risultati sportivi

### F3 Euro Series
(legenda) (Le gare in grassetto indicano la pole position) (Gare in corsivo indicano Gpv)
| Anno | Team                 | Telaio           | Motore   | 1   | 2   | 3   | 4   | 5   | 6   | 7   | 8   | 9   | 10  | 11  | 12  | 13  | 14  | 15  | 16  | 17  | 18  | 19  | 20  | Punti | Pos. |
| ---- | -------------------- | ---------------- | -------- | --- | --- | --- | --- | --- | --- | --- | --- | --- | --- | --- | --- | --- | --- | --- | --- | --- | --- | --- | --- | ----- | ---- |
| 2006 | ASL Mücke Motorsport | Dallara F305/011 | Mercedes | HOC | HOC | LAU | LAU | OSC | OSC | BRH | BRH | NOR | NOR | NÜR | NÜR | ZAN | ZAN | CAT | CAT | BUG | BUG | HOC | HOC | 31    | 12º  |
| 2006 | ASL Mücke Motorsport | Dallara F305/011 | Mercedes | 19  | 14  | Rit | 12  | 7   | 1   | 21  | 16  | 7   | 11  | 4   | 8   | Rit | 8   | 7   | 5   | SQ  | 11  | 2   | 3   | 31    | 12º  |
| 2007 | ASL Mücke Motorsport | Dallara F305/011 | Mercedes | HOC | HOC | BRH | BRH | NOR | NOR | MAG | MAG | MUG | MUG | ZAN | ZAN | NÜR | NÜR | CAT | CAT | NOG | NOG | HOC | HOC | 95    | 2º   |
| 2007 | ASL Mücke Motorsport | Dallara F305/011 | Mercedes | 1   | 3   | 7   | 2   | 2   | 2   | 3   | 19  | 3   | 5   | 3   | 2   | 2   | 3   | Rit | 6   | 4   | 1   | 5   | 1   | 95    | 2º   |

### A1 Grand Prix
(legenda) (Le gare in grassetto indicano la pole position) (Gare in corsivo indicano Gpv)
| Anno | Team                | 1   | 2   | 3   | 4   | 5   | 6   | 7   | 8   | 9   | 10  | 11  | 12  | 13  | 14  | 15  | 16  | 17  | 18  | 19  | 20  | 21  | 22  | Punti | Pos. |
| ---- | ------------------- | --- | --- | --- | --- | --- | --- | --- | --- | --- | --- | --- | --- | --- | --- | --- | --- | --- | --- | --- | --- | --- | --- | ----- | ---- |
| 2006 | A1 Team Switzerland | NED | NED | CZE | CZE | BEI | BEI | MYS | MYS | IDN | IDN | NZL | NZL | AUS | AUS | RSA | RSA | MEX | MEX | SHA | SHA | GBR | GBR | 50    | 8º   |
| 2006 | A1 Team Switzerland | 10  | 8   | 8   | 10  |     |     |     |     |     |     | 5   | 4   | 4   | 7   |     |     |     |     | 4   | 9   | Rit | SQ  | 50    | 8º   |

### GP2 Series
(legenda) (Le gare in grassetto indicano la pole position) (Gare in corsivo indicano Gpv)
| Anno | Team             | 1   | 2   | 3   | 4   | 5   | 6   | 7   | 8   | 9   | 10  | 11  | 12  | 13  | 14  | 15  | 16  | 17  | 18  | 19  | 20  | 21  | Punti | Pos. |
| ---- | ---------------- | --- | --- | --- | --- | --- | --- | --- | --- | --- | --- | --- | --- | --- | --- | --- | --- | --- | --- | --- | --- | --- | ----- | ---- |
| 2007 | ART Grand Prix   | BHR | BHR | CAT | CAT | MON | MAG | MAG | SIL | SIL | NÜR | NÜR | HUN | HUN | IST | IST | MNZ | MNZ | SPA | SPA | VAL | VAL | 6     | 21º  |
| 2007 | ART Grand Prix   |     |     |     |     | 7   |     |     |     |     | Rit | 20  | 15  | 17  | Rit | 13  | 7   | 14  | 10  | Rit |     |     | 6     | 21º  |
| 2008 | Trust Team Arden | CAT | CAT | IST | IST | MON | MON | MAG | MAG | SIL | SIL | HOC | HOC | HUN | HUN | VAL | VAL | SPA | SPA | MNZ | MNZ |     | 50    | 6º   |
| 2008 | Trust Team Arden | 7   | 2   | 6   | 3   | Rit | 11  | Rit | 1   | 4   | NP  | Rit | 8   | 7   | 1   | 6   | Rit | 5   | 4   | 3   | 7   |     | 50    | 6º   |

### GP2 Asia Series
(legenda) (Le gare in grassetto indicano la pole position) (Gare in corsivo indicano Gpv)
| Anno | Team             | 1    | 2    | 3   | 4   | 5   | 6   | 7   | 8   | 9    | 10   | Punti | Pos. |
| ---- | ---------------- | ---- | ---- | --- | --- | --- | --- | --- | --- | ---- | ---- | ----- | ---- |
| 2008 | Trust Team Arden | DUB1 | DUB1 | SEN | SEN | SEP | SEP | BHR | BHR | DUB2 | DUB2 | 37    | 2º   |
| 2008 | Trust Team Arden | SQ   | Rit  | 1   | 7   | Rit | Rit | 2   | 2   | 2    | 2    | 37    | 2º   |

### Formula 1
| 2009 | Scuderia   | Vettura |   |    |   |    |     |     |    |    |    |    |     |    |    |     |     |   |   |  |  | Punti | Pos. |
| ---- | ---------- | ------- | - | -- | - | -- | --- | --- | -- | -- | -- | -- | --- | -- | -- | --- | --- | - | - |  |  | ----- | ---- |
| 2009 | Toro Rosso | STR4    | 7 | 16 | 8 | 17 | Rit | Rit | 15 | 18 | 16 | 16 | Rit | 12 | 13 | Rit | Rit | 7 | 8 |  |  | 6     | 16º  |

| 2010 | Scuderia   | Vettura |    |     |    |     |     |    |    |   |   |    |     |    |    |    |    |    |     |    |    | Punti | Pos. |
| ---- | ---------- | ------- | -- | --- | -- | --- | --- | -- | -- | - | - | -- | --- | -- | -- | -- | -- | -- | --- | -- | -- | ----- | ---- |
| 2010 | Toro Rosso | STR5    | 16 | Rit | 11 | Rit | Rit | 10 | 16 | 8 | 9 | 12 | Rit | 12 | 12 | 11 | 14 | 10 | Rit | 13 | 15 | 8     | 16º  |

| 2011 | Scuderia   | Vettura |   |    |    |   |    |    |    |    |     |    |   |     |    |    |     |   |     |     |    | Punti | Pos. |
| ---- | ---------- | ------- | - | -- | -- | - | -- | -- | -- | -- | --- | -- | - | --- | -- | -- | --- | - | --- | --- | -- | ----- | ---- |
| 2011 | Toro Rosso | STR6    | 8 | 13 | 14 | 9 | 14 | 10 | 10 | 13 | Rit | 15 | 8 | Rit | 10 | 12 | Rit | 9 | Rit | Rit | 12 | 15    | 15º  |

| Legenda | 1º posto     | 2º posto | 3º posto    | A punti         | Senza punti/Non class.  | Grassetto – Pole position Corsivo – Giro più veloce |
| Legenda | Squalificato | Ritirato | Non partito | Non qualificato | Solo prove/Terzo pilota | Grassetto – Pole position Corsivo – Giro più veloce |

### 24 Ore di Le Mans
| Anno | Classe   | N° | Gomme | Vettura                                               | Squadra             | Co-piloti                          | Giri | Pos. Assol. | Pos. di Classe |
| ---- | -------- | -- | ----- | ----------------------------------------------------- | ------------------- | ---------------------------------- | ---- | ----------- | -------------- |
| 2012 | LMP1     | 8  | M     | Toyota TS030 Hybrid Toyota 3.4L V8 (Hybrid)           | Toyota Racing       | Anthony Davidson Stéphane Sarrazin | 82   | DNF         | DNF            |
| 2013 | LMP1     | 8  | M     | Toyota TS030 Hybrid Toyota 3.4L V8 (Hybrid)           | Toyota Racing       | Anthony Davidson Stéphane Sarrazin | 347  | 2º          | 2º             |
| 2014 | LMP1-H   | 8  | M     | Toyota TS040 Hybrid Toyota 3.7L V8                    | Toyota Racing       | Anthony Davidson Nicolas Lapierre  | 374  | 3º          | 3º             |
| 2015 | LMP1     | 1  | M     | Toyota TS040 Hybrid Toyota 3.7L V8                    | Toyota Racing       | Anthony Davidson Kazuki Nakajima   | 386  | 8º          | 8º             |
| 2016 | LMP1     | 5  | M     | Toyota TS050 Hybrid Toyota 2.4L Turbo V6              | Toyota Gazoo Racing | Anthony Davidson Kazuki Nakajima   | 384  | NC          | NC             |
| 2017 | LMP1     | 8  | M     | Toyota TS050 Hybrid Toyota 2.4L Turbo V6              | Toyota Gazoo Racing | Anthony Davidson Kazuki Nakajima   | 358  | 9º          | 2º             |
| 2018 | LMP1     | 8  | M     | Toyota TS050 Hybrid Toyota 2.4L Turbo V6              | Toyota Gazoo Racing | Fernando Alonso Kazuki Nakajima    | 388  | 1º          | 1º             |
| 2019 | LMP1     | 8  | M     | Toyota TS050 Hybrid Toyota 2.4L Turbo V6              | Toyota Gazoo Racing | Fernando Alonso Kazuki Nakajima    | 385  | 1º          | 1º             |
| 2020 | LMP1     | 8  | M     | Toyota TS050 Hybrid Toyota 2.4L Hybrid Turbo V6       | Toyota Gazoo Racing | Brendon Hartley Kazuki Nakajima    | 387  | 1º          | 1º             |
| 2021 | Hypercar | 8  | M     | Toyota GR010 Hybrid Toyota 3.5L V6 Twin-Turbo Hybrid  | Toyota Gazoo Racing | Kazuki Nakajima Brendon Hartley    | 369  | 2º          | 2º             |
| 2022 | Hypercar | 8  | M     | Toyota GR010 Hybrid Toyota 3.5 L V6 Twin-Turbo Hybrid | Toyota Gazoo Racing | Ryō Hirakawa Brendon Hartley       | 380  | 1º          | 1º             |
| 2023 | Hypercar | 8  | M     | Toyota GR010 Hybrid Toyota 3.5 L V6 Twin-Turbo Hybrid | Toyota Gazoo Racing | Ryō Hirakawa Brendon Hartley       | 342  | 2º          | 2º             |
| 2024 | Hypercar | 8  | M     | Toyota GR010 Hybrid Toyota 3.5 L V6 Twin-Turbo Hybrid | Toyota Gazoo Racing | Ryō Hirakawa Brendon Hartley       | 311  | 5º          | 5º             |
| 2025 | Hypercar | 8  | M     | Toyota GR010 Hybrid Toyota 3.5 L V6 Twin-Turbo Hybrid | Toyota Gazoo Racing | Ryō Hirakawa Brendon Hartley       | 380  | 15º         | 15º            |

### Campionato del mondo endurance
Nel 2012 la Coppa del Mondo Endurance FIA è stata assegnata solo ai Costruttori; nel 2013 è stata istituita anche quella per i piloti.
| Anno    | Squadra             | Classe   | Vettura             | SEB | SPA | LMS | SIL | SÃO | BHR | FUJ | SHA |     | Punti  | Pos. |
| ------- | ------------------- | -------- | ------------------- | --- | --- | --- | --- | --- | --- | --- | --- | --- | ------ | ---- |
| 2012    | Toyota Racing       | LMP1     | Toyota TS030 Hybrid |     |     | Rit |     |     |     |     |     |     | 0      | NC   |
| Anno    | Squadra             | Classe   | Vettura             | SIL | SPA | LMS | SÃO | COA | FUJ | SHA | BHR |     | Punti  | Pos. |
| 2013    | Toyota Racing       | LMP1     | Toyota TS030 Hybrid | 3   | 4   | 2   | Rit | 2   | 15  | Rit | 1   |     | 106,25 | 3º   |
| Anno    | Squadra             | Classe   | Vettura             | SIL | SPA | LMS | COA | FUJ | SHA | BHR | SÃO |     | Punti  | Pos. |
| 2014    | Toyota Racing       | LMP1-H   | Toyota TS040 Hybrid | 1   | 1   | 3   | 3   | 1   | 1   | 10  | 2   |     | 166    | 1º   |
| Anno    | Squadra             | Classe   | Vettura             | SIL | SPA | LMS | NÜR | COA | FUJ | SHA | BHR |     | Punti  | Pos. |
| 2015    | Toyota Racing       | LMP1     | Toyota TS040 Hybrid | 3   | 8   | 8   | 5   | 4   | 5   | 6   | 4   |     | 79     | 5º   |
| Anno    | Squadra             | Classe   | Vettura             | SIL | SPA | LMS | NÜR | MEX | COA | FUJ | SHA | BHR | Punti  | Pos. |
| 2016    | Toyota Gazoo Racing | LMP1     | Toyota TS050 Hybrid | 16  | 27  | NC  | 5   | Rit | 5   | 4   | 3   | 4   | 60     | 8º   |
| Anno    | Squadra             | Classe   | Vettura             | SIL | SPA | LMS | NÜR | MEX | COA | FUJ | SHA | BHR | Punti  | Pos. |
| 2017    | Toyota Gazoo Racing | LMP1     | Toyota TS050 Hybrid | 1   | 1   | 6   | 4   | 3   | 3   | 1   | 1   | 1   | 183    | 2º   |
| Anno    | Squadra             | Classe   | Vettura             | SPA | LMS | SIL | FUJ | SHA | SEB | SPA | LMS |     | Punti  | Pos. |
| 2018-19 | Toyota Gazoo Racing | LMP1     | Toyota TS050 Hybrid | 1   | 1   | SQ  | 2   | 2   | 1   | 1   | 1   |     | 198    | 1º   |
| Anno    | Squadra             | Classe   | Vettura             | SIL | FUJ | SHA | BHR | COA | SPA | LMS | BHR |     | Punti  | Pos. |
| 2019-20 | Toyota Gazoo Racing | LMP1     | Toyota TS050 Hybrid | 2   | 1   | 2   | 2   | 2   | 2   | 1   | 2   |     | 202    | 2º   |
| Anno    | Squadra             | Classe   | Vettura             | SPA | ALG | MON | LMS | BHR | BHR |     |     |     | Punti  | Pos. |
| 2021    | Toyota Gazoo Racing | Hypercar | Toyota GR010 Hybrid | 1   | 1   | 4   | 2   | 2   | 1   |     |     |     | 168    | 2º   |
| Anno    | Squadra             | Classe   | Vettura             | SEB | SPA | LMS | MON | FUJ | BHR |     |     |     | Punti  | Pos. |
| 2022    | Toyota Gazoo Racing | Hypercar | Toyota GR010 Hybrid | 2   | Rit | 1   | 2   | 1   | 2   |     |     |     | 149    | 1°   |
| Anno    | Squadra             | Classe   | Vettura             | SEB | ALG | SPA | LMS | MON | FUJ | BHR |     |     | Punti  | Pos. |
| 2023    | Toyota Gazoo Racing | Hypercar | Toyota GR010 Hybrid | 2   | 1   | 2   | 2   | 6   | 2   | 1   |     |     | 172    | 1°   |
| Anno    | Squadra             | Classe   | Vettura             | QAT | IMO | SPA | LMS | SÃO | COA | FUJ | BHR |     | Punti  | Pos. |
| 2024    | Toyota Gazoo Racing | Hypercar | Toyota GR010 Hybrid | 8   | 5   | 6   | 5   | 1   | 15  | 10  | 1   |     | 109    | 4°   |
| Anno    | Squadra             | Classe   | Vettura             | QAT | IMO | SPA | LMS | SÃO | COA | FUJ | BHR |     | Punti  | Pos. |
| 2025    | Toyota Gazoo Racing | Hypercar | Toyota GR010 Hybrid | 5   | 5   | 4   | 14  |     |     |     |     |     | 37*    |      |
| Legenda |                     |          |                     |     |     |     |     |     |     |     |     |     |        |      |

* Stagione in corso.

### Campionato IMSA WeatherTech SportsCar
(legenda) (Le gare in grassetto indicano la pole position) (Gare in corsivo indicano Gpv)
| Anno | Squadra          | Classe | Vettura  | 1     | 2     | 3   | 4   | 5   | 6   | 7   | 8   | 9   | 10  | Punti | Pos. |
| ---- | ---------------- | ------ | -------- | ----- | ----- | --- | --- | --- | --- | --- | --- | --- | --- | ----- | ---- |
| 2017 | Rebellion Racing | P      | Oreca 07 | DAY 8 | SEB 9 | LBH | COA | DET | WGL | MOS | ELK | LGA | PET | 45    | 26º  |

### Formula E
| Stagione | Squadra                 | Vettura                             | 1                   | 2            | 3           | 4                                               | 5       | 6       | 7       | 8      | 9      | 10     | 11     | 12     | 13      | 14     | 15      | 16    | Punti | Pos. |
| --- | ----------------------- | ----------------------------------- | ------------------- | ------------ | ----------- | ----------------------------------------------- | ------- | ------- | ------- | ------ | ------ | ------ | ------ | ------ | ------- | ------ | ------- | ----- | ----- | ---- |
| 2014-15 | E.dams Renault          | Spark-Renault SRT_01E               | PEC Rit             | PUT 3        | PDE 1       | BNA Rit                                         | MIA 13  | LBH 4   | MON 1   | BER 2  | MOS 9  | LON 1  | LON 5  |        |         |        |         |       | 143   | 2º   |
| 2015-16 | Renault E.dams          | Spark-Renault Z.E. 15               | PEC 1               | PUT 12       | PDE 1       | BNA 2                                           | MEX 2   | LHB 16  | PAR 3   | BER 1  | LON 5  | LON 15 |        |        |         |        |         |       | 155   | 1º   |
| 2016-17 | Renault E.dams          | Spark-Renault Z.E. 16               | HKG 1               | MAR 1        | BNA 1       | MEX 13                                          | MON 1   | PAR 1   | BER SQ  | BER 1  | NYC    | NYC    | MTR SQ | MTR 11 |         |        |         |       | 157   | 2º   |
| 2017-18 | Renault-e.dams          | Spark-Renault Z.E. 17               | HKG 11              | HKG 10       | MAR 2       | SAN 3                                           | MEX 3   | PDE Rit | ROM 6   | PAR 5  | BER 4  | ZUR 5  | NYC 3  | NYC 4  |         |        |         |       | 125   | 4º   |
| 2018-19 | Nissan-e.dams           | Spark-Nissan IM01                   | DIR 6               | MAR 8        | SAN Rit     | MEX 21†                                         | HKG Rit | SAY 8   | ROM 5   | PAR 15 | MON 5  | BER 2  | BRN 3  | NYC 1  | NYC 3   |        |         |       | 119   | 2º   |
| 2019-20 | Nissan-e.dams           | Spark-Nissan IM02                   | DIR Rit             | DIR 12       | SAN 13      | MEX 3                                           | MAR 4   | BER 7   | BER 2G  | BER 11 | BER 3  | BER 10 | BER 3G |        |         |        |         |       | 84    | 4º   |
| 2020-21 | Nissan-e.dams           | Spark-Nissan IM02 Spark-Nissan IM03 | DIR 13              | DIR Rit      | ROM 5       | ROM 10                                          | VAL Rit | VAL 11  | MON 11  | PUE SQ | PUE 14 | NYC 6G | NYC 15 | LON SQ | LON 13  | BER 11 | BER 14  |       | 20    | 21º  |
| 2021-22 | Nissan-e.dams           | Spark-Nissan IM03                   | DIR 17              | DIR 13       | MEX 8       | ROM 16                                          | ROM 9   | MON 8   | BER 14  | BER 14 | GIA 11 | MAR 16 | NYC 5  | NYC 13 | LON 11  | LON 16 | SEO Rit | SEO 9 | 30    | 15°  |
| 2022-23 | Envision Racing         | Spark-Jaguar I-Type 6               | MEX 6               | DIR 4        | DIR 6       | HYD 15                                          | CAP 5   | SAP 10  | BER 4   | BER 20 | MON 8  | GIA 21 | GIA 10 | POR 5  | ROM Rit | ROM 5  | LON 3   | LON 6 | 105   | 6º   |
| 2023-24 | Envision Racing         | Spark-Jaguar I-Type 6               | MEX 2               | DIR 12       | DIR NP      | SAP 10                                          | TOY 13  | MIS 12  | MIS Rit | MON 15 | BER    | BER    | SHA 8  | SHA 12 | POR 20  | POR 8  | LON 3   | LON 4 | 55    | 11º  |
| 2024-25 | Envision Racing         | Spark-Jaguar I-Type 7               | SAP 7               | MEX 17       | JED 12      | JED 19                                          | MIA 13  | MON 19  | MON     | TOK    | TOK    | SHA    | SHA    | GIA    | BER     | BER    | LON     | LON   | 6*    |      |
| \| Legenda \| 1º posto \| 2º posto \| 3º posto \| A punti \| Senza punti \| Grassetto=Pole position Corsivo=Giro più veloce \| \| Legenda \| Solo prove/Terzo pilota \| Non qualificato \| Ritirato/Non class. \| Squalificato \| Non partito \| Grassetto=Pole position Corsivo=Giro più veloce \| |                         |                                     |                     |              |             |                                                 |         |         |         |        |        |        |        |        |         |        |         |       |       |      |
| Legenda | 1º posto                | 2º posto                            | 3º posto            | A punti      | Senza punti | Grassetto=Pole position Corsivo=Giro più veloce |         |         |         |        |        |        |        |        |         |        |         |       |       |      |
| Legenda | Solo prove/Terzo pilota | Non qualificato                     | Ritirato/Non class. | Squalificato | Non partito | Grassetto=Pole position Corsivo=Giro più veloce |         |         |         |        |        |        |        |        |         |        |         |       |       |      |

- †: Non ha terminato, ma è stato classificato in quanto aveva completato più del 90% della distanza di gara.
- G: Pilota col giro più veloce nel gruppo di qualifica.
- *: Fanboost.